# Правдино
Пра́вдино (болг. Правдино) — село в Ямбольській області Болгарії. Входить до складу общини Стралджа.

## Населення
За даними перепису населення 2011 року у селі проживали 128 осіб, з них 123 особи (99,2%) — болгари.
Розподіл населення за віком у 2011 році:
Динаміка населення: